# José María Fonollosa
José María Fonollosa (Barcelona, 8 de agosto de 1922-ibíd., 7 de octubre de 1991) fue un poeta español de la generación de la posguerra. Se le considera un caso singular de poeta secreto en la literatura española (al estilo de Constantino Cavafis o Pessoa), ya que se mantuvo inédito durante casi treinta años, entre 1961 y 1990, periodo en que permaneció al margen de corrientes literarias y totalmente desconocido para crítica y público.

## Biografía
Nació en 1922 en Casa Antúnez, Barcelona. Posteriormente, durante la adolescencia se trasladó al barrio del Pueblo Seco.
Publicó su primer libro de poemas en 1945, todavía no cumplidos los 23 años. Se trata de La sombra de tu luz, donde se aprecian influencias de poetas como Salinas, Guillén, Lorca y Alberti y, en general, del estilo y los temas de la generación del 27 de antes de la guerra. Las formas métricas son las utilizadas por los poetas del 27, como las canciones de arte menor de tipo tradicional, romances, sonetos e incluso décimas al estilo de Jorge Guillén. El tema es el amoroso, al modo intelectual y distanciado del 27. No se aprecia sin embargo influencia alguna de las vanguardias o del surrealismo, en boga en la época de preguerra en que escriben los del 27. 
Dos años más tarde, en 1948, aparecen los cinco poemas de Umbral del silencio. Renuncia al arte menor y, en su lugar, aparece el verso alejandrino y, especialmente, la estrofa de cuatro versos endecasílabos sin rima. Aunque los temas siguen siendo deudores del 27, aparecen preocupaciones religiosas, propias de la época, que quedarán diluidas en sus composiciones posteriores por un tono amoral y escéptico. Ese mismo año preparó un manuscrito titulado Los pies sobre la tierra, que nunca llegó a imprimirse, pero que tiene gran importancia porque supone el inicio de Ciudad del hombre, un vasto ciclo poético que abarcaría cuatro décadas y que no se vio mermado en absoluto porque no llegase a imprenta. En 1951 publica Blues y cantos espirituales negros, en colaboración con Alfredo Papo, y marcha a Cuba, donde permanecerá durante diez años. Durante su estancia en Cuba publicó por entregas, en el rotativo El País de La Habana, el Romancero de Martí, una obra de 4 000 octosílabos. Tras su regreso a Barcelona en 1961 colaboró en la revista Poesía Española, donde publicó cinco poemas ese mismo año.
Aquí finaliza el periodo de aprendizaje del poeta y, de hecho, aquí acaba su obra publicada, lo que ni mucho menos significa que dejase de escribir: junto al ciclo de Ciudad del hombre trabajó paralelamente en otra trilogía poética abortada: Soledad del hombre, formada por Destrucción de la mañana, Los rezagados (algunos de cuyos poemas se reelaborarían para Ciudad del hombre) y Tú, cotidiana. 
En 1987, un encuentro casual con Pere Gimferrer en Barcelona dio lugar a su primera publicación, en 1990 y tras veintinueve años, de una antología de 97 poemas a la que tituló Ciudad del hombre: New York, utilizando el callejero neoyorquino para titular los poemas. Pocos años después Joan Manuel Serrat (1992) y Albert Pla (Supone Fonollosa, 1995) lo dieron a conocer al gran público al poner música a algunos de sus poemas.
Fonollosa muere el 7 de octubre de 1991 en Barcelona. Sobre su mesa, junto a varios borradores y un esbozo de testamento a lápiz, se encontró el siguiente poema:

No a la transmigración en otra especie.
No a la post vida, ni en cielo ni en infierno.
No a que me absorba cualquier divinidad. 

No a un más allá, ni aun siendo el paraíso
reservado a islamitas, con beldades
que un libro garantiza siempre vírgenes. 
Porque esos son los juegos para ingenuos
en que mi agnosticismo nunca apuesta.
Mi envite es al no ser. A lo seguro. 

Rechaza otro existir, tras consumida
mi ración de este guiso indigerible.
Otra vez, no. Una vez ya es demasiado.

En 1993, dos años después del fallecimiento del autor, una pequeña editorial barcelonesa publicó 14 poemas inéditos con el título Ciudad del hombre: Barcelona, donde son las calles de la capital catalana las que ahora dan título a los textos. En 1996 otra editorial publicó con el mismo título esos 14 poemas junto con otros 68 inéditos y que incluye el famoso testamento-manifiesto citado más arriba («No a la transmigración en otra especie»), al que prestó su voz rota Robe Iniesta en el disco Supone Fonollosa de Albert Pla. 
En 1997 se publicaría póstumamente también Poetas en la noche, crónica novelada en verso en la que refleja el mundo de la lírica contemporánea.

## Obras
- La sombra de tu luz (1945)
- Umbral del silencio (1947)
- Blues y cantos espirituales negros (1951)
- Romancero de Martí (1955)
- Cinco poemas en la revista Poesía Española (1961)
- Ciudad del hombre: New York (Sirmio, Barcelona, 1990). Prólogo de Pere Gimferrer.
- Ciudad del hombre: Barcelona (Bauma, Cuadernos de Poesía, Barcelona, 1993).
- Ciudad del hombre: Barcelona (DVD ediciones, Barcelona, 1996). Prólogo de José Ángel Cilleruelo.
- Poetas en la noche (Quaderns Crema, Barcelona, 1997)
- Ciudad del hombre: New York (Ediciones El Acantilado, 2000).
- Destrucción de la mañana (DVD ediciones, Barcelona, 2001). Prólogo y edición de José Ángel Cilleruelo.
- Ciudad del hombre (Edhasa, Barcelona, 2016). Prólogo y edición de José Ángel Cilleruelo.